# Pribiševci
Pribiševci es una localidad de Croacia situada en el municipio de Đurđenovac, en el condado de Osijek-Baranya. Según el censo de 2021, tiene una población de 320 habitantes.

## Demografía
| Gráfica de población de Pribiševci 1857-2011                        |
|                                                                     |
| Según los censos de población de la Oficina de Estadísticas Croata. |